# Sklad obveznega dodatnega pokojninskega zavarovanja
Zakon o pokojninskem in invalidskem zavarovanju postopno ukinja štetje zavarovalne dobe s povečanjem in uvaja obvezno dodatno pokojninsko zavarovanje. Gre za zavarovanje za poklicno pokojnino, ki ga izvaja Sklad obveznega dodatnega pokojninskega zavarovanja Republike Slovenije (SODPZ). SODPZ je zaprt vzajemni pokojninski sklad, namenjen zaposlenim, ki opravljajo posebno težka in zdravju škodljiva dela. Ustanovljen je bil in je začel delovati s 1. 1. 2001. Upravljavka sklada je Kapitalska družba. 
V SODPZ so skladno z zakonom vključeni vsi delavci, ki opravljajo posebno težka in zdravju škodljiva dela ter dela, ki jih po določeni starosti ni več moč uspešno poklicno opravljati. Seznam delovnih mest Arhivirano 2013-10-04 na Wayback Machine. določi minister, pristojen za delo, s soglasjem reprezentativnih sindikatov in združenj delodajalcev.